# إحسان جعفر فقيه
إحسان بن جعفر إبراهيم فقيه، بيروقراطي سعودي. عضو بمجلس الشورى السعودي لثلاث دورات منذ الدورة الثالثة (بدءاً من 1422/3/3هـ - 2001/5/25م)، وحتى نهاية الدورة الخامسة (في 1434/2/29هـ - 2013/1/11م). وُلد في المدينة المنورة، في 1942م، الموافق 1362 هجرية.

## تعليمه وعمله
- درس في ثانوية طيبة بالمدينة المنورة.[2]
- نال درجة البكالوريوس في الآداب العامة عام 1390هـ ، 1970م من جامعة الرياض (الملك سعود) حالياً.
- شغل منصب وكيل الوزارة المساعد لتخطيط القطاعات بوزارة التخطيط (وزارة الاقتصاد والتخطيط حالياً).
- مدير عام إدارة التأهيل البشري، ثم مدير عام إدارة الخدمات الاجتماعية بوزراة التخطيط.
- المدير الوطني لمشروع الأمم المتحدة الإنمائي (ساو) منذ 1998 وحتى 2000م.
- عضو مجلس الشورى السعودي منذ 1422هـ. أعيد اختياره وفق الأمر السامي الكريم في الدورتين الرابعة ثم الخامسة (بدءاً من 1430/3/3هـ).

## المؤلفات والبحوث
- دراسة عن السعودة وخطط التنمية .
- دراسة عن تقييم إنجازات خطط التنمية الثلاث الأولى لقطاع التعليم .
- دراسة عن أهداف وسياسات وبرامج القوى العاملة في خطة التنمية الرابعة .
- دراسة عن أهم المؤشرات التنموية في مجال رعاية وحماية الطفل بخطط التنمية في المملكة العربية السعودية .
- دراسة عن تطور الأجهزة التخطيطية في المملكة العربية السعودية .
- محاضرة عن المفاهيم الجديدة للتنمية .
- محاضرة عن التخطيط للتنمية الاجتماعية في المملكة .
- محاضرات تدريبية للتعريف بالطرق والوسائل المستخدمة في عمليات متابعة تنفيذ خطط التنمية بالمملكة .

## معلومات شخصية
- متزوج وأب لابن واحد وأربع بنات.
- العنوان الدائم:	ص.ب 99922. الرياض 11625

## وصلات خارجية
- سيرته الذتية على موقع مجلس الشورى